# Rugby-Union-Südamerikameisterschaft 1998
Die Rugby-Union-Südamerikameisterschaft 1998 (spanisch Sudamericano de Rugby 1998) war die 21. Ausgabe der südamerikanischen Kontinentalmeisterschaft in der Sportart Rugby Union. Teilnehmer waren die Nationalmannschaften von Argentinien, Chile, Paraguay und Uruguay. Den Titel gewann zum 20. Mal Argentinien.

## Tabelle
Für einen Sieg gab es zwei Punkte, für ein Unentschieden einen Punkt, bei einer Niederlage null Punkte.
|    | Land        | Spiele | Siege | Unent. | Ndlg. | Spiel- punkte | Diff. | Tabellen- punkte |
| -- | ----------- | ------ | ----- | ------ | ----- | ------------- | ----- | ---------------- |
| 1. | Argentinien | 3      | 3     | 0      | 0     | 114:31        | + 83  | 6                |
| 2. | Uruguay     | 3      | 2     | 0      | 1     | 127:46        | + 81  | 4                |
| 3. | Chile       | 3      | 0     | 0      | 3     | 88:62         | + 26  | 2                |
| 4. | Paraguay    | 3      | 1     | 0      | 2     | 20:210        | − 190 | 0                |

## Ergebnisse
| 3. Oktober 1998 | Chile                                                                          | 13 : 20        | Uruguay                                                               | Stade Français, Santiago de Chile Schiedsrichter: Santiago Borsani (Argentinien) |
| 3. Oktober 1998 | Versuche: Pinto Erhöhungen: González Straftritte: González Dropgoals: González | (7:10) Bericht | Versuche: Suárez (2) Erhöhungen: Sciarra (2) Straftritte: Sciarra (2) | Stade Français, Santiago de Chile Schiedsrichter: Santiago Borsani (Argentinien) |

| 3. Oktober 1998 | Paraguay | 0 : 59         | Argentinien | Colegio San Jose, Asunción Schiedsrichter: Cristián Belmont (Paraguay) |
| 3. Oktober 1998 |          | (0:25) Bericht | Versuche: Díaz Durand Grande (5) Molina Ohanian Stortoni Erhöhungen: Altube Fuselli Molina Straftritte: Fuselli | Colegio San Jose, Asunción Schiedsrichter: Cristián Belmont (Paraguay) |

| 10. Oktober 1998 | Chile                                                                 | 17 : 25       | Argentinien                                                                              | Prince of Wales Country Club, Santiago de Chile Schiedsrichter: Santiago Slinger (Uruguay) |
| 10. Oktober 1998 | Versuche: Manzur Sahid Erhöhungen: González (2) Straftritte: González | (7:7) Bericht | Versuche: Bartolucci Brolese Molina Erhöhungen: Altube (2) Straftritte: Altube Contepomi | Prince of Wales Country Club, Santiago de Chile Schiedsrichter: Santiago Slinger (Uruguay) |

| 10. Oktober 1998 | Uruguay | 93 : 3         | Paraguay            | Carrasco Polo Club, Montevideo Schiedsrichter: Fernando Benavi |
| 10. Oktober 1998 | Versuche: D. Aguirre S. Aguirre Brignoni Costabile (2) Ferres Lamé Lamelas Menchaca (2) Rodríguez (2) Storace (2) Suárez Erhöhungen: D. Aguirre (3) Sciarra (6) | (48:3) Bericht | Straftritte: Britos | Carrasco Polo Club, Montevideo Schiedsrichter: Fernando Benavi |

| 17. Oktober 1998 | Argentinien                                                                                   | 30 : 14        | Uruguay                                          | La Catedral (CA San Isidro), Buenos Aires Schiedsrichter: Manuel Toledo (Chile) |
| 17. Oktober 1998 | Versuche: Brolese Grande Lobrauco Martín Erhöhungen: Contepomi (2) Straftritte: Contepomi (2) | (19:7) Bericht | Versuche: Sánchez Vecino Erhöhungen: Sciarra (2) | La Catedral (CA San Isidro), Buenos Aires Schiedsrichter: Manuel Toledo (Chile) |

| 17. Oktober 1998 | Paraguay | 17 : 58 | Chile | Colegio San José, Asunción |
| 17. Oktober 1998 |          |         |       | Colegio San José, Asunción |